# Erytrea na Mistrzostwach Świata w Lekkoatletyce 2009
Erytrea na Mistrzostwach Świata w Lekkoatletyce 2009 – reprezentacja Erytrei podczas czempionatu w Berlinie liczyła 8 zawodników. Jedyny medal (srebrny) zdobył Zersenay Tadese w biegu na 10 000 m.

## Medale
- Zersenay Tadese –  srebrny medal w biegu na 10 000 m

## Występy reprezentantów Erytrei

### Mężczyźni
| Konkurencja      | Zawodnik             | Eliminacje | Eliminacje | Półfinał      | Półfinał      | Finał         | Finał         |
| Konkurencja      | Zawodnik             | Wynik      | Poz.       | Wynik         | Poz.          | Wynik         | Poz.          |
| ---------------- | -------------------- | ---------- | ---------- | ------------- | ------------- | ------------- | ------------- |
| Bieg na 1500 m   | Hais Welday          | 3:43,84    | 29.        | Nie awansował | Nie awansował | Nie awansował | Nie awansował |
| Bieg na 5000 m   | Teklemariam Medhin   | 13:23,48   | 11.        |               |               | 13:44,65      | 15.           |
| Bieg na 5000 m   | Samuel Tsegay        | 13:26,78   | 18.        |               |               | Nie awansował | Nie awansował |
| Bieg na 5000 m   | Kidane Tadasse       | 13:30,85   | 21.        |               |               | Nie awansował | Nie awansował |
| Bieg na 10 000 m | Zersenay Tadese      |            |            |               |               | 26:50,12 SB   | 2.            |
| Bieg na 10 000 m | Kidane Tadasse       |            |            |               |               | 27:41,50 SB   | 9.            |
| Bieg na 10 000 m | Teklemariam Medhin   |            |            |               |               | 27:58,89 SB   | 12.           |
| Maraton          | Tesfayohannes Mesfin |            |            |               |               | 2:39:51       | 68.           |
| Maraton          | Yared Asmerom        |            |            |               |               | NU            |               |
| Maraton          | Yonas Kifle          |            |            |               |               | NU            |               |